# Zona metropolitana de Morelia
La zona metropolitana de Morelia es una de las 48 zonas metropolitanas delimitadas por la SEDATU, el CONAPO y el INEGI, resultante de la fusión del municipio de Morelia con los de Tarímbaro y Charo en el estado mexicano de Michoacán. Según datos del año 2020, cuenta con una población de 988 704 habitantes.
A su vez, forma parte de las zonas metropolitanas reconocidas por el estado de Michoacán sin el amparo del gobierno federal. A diferencia de la delimitación federal, esta incluye a los municipios de Álvaro Obregón y Zinapécuaro, lo que incrementa su superficie a 2527 km² y su población total a 1 060 709 habitantes.

## Delimitación
La zona metropolitana de Morelia reconocida oficialmente por la SEDESOL, el CONAPO y el INEGI desde el año 2004, está compuesta por tres municipios: Morelia, Tarímbaro y Charo.
Con el «Plan Estatal de Desarrollo 2008-2012», el 24 de abril de 2009, el gobierno de Michoacán publicó en su diario oficial la conformación de la zona metropolitana de Morelia bajo el amparo de su propia constitución política, con la diferencia de que se integraban también los municipios de Álvaro Obregón y Zinapécuaro, sin embargo, esto no contó con el reconocimiento del gobierno federal.

## Población
La zona metropolitana de Morelia cuenta con una población de 988 704 habitantes, lo que la convierte en el núcleo urbano más poblado del estado de Michoacán, superando a las zonas metropolitanas de Zamora y La Piedad-Pénjamo, y a la metrópoli municipal de Uruapan. A nivel nacional, se ubica como la 18.ª metrópoli más poblada de México. 
Su municipio más poblado es Morelia, con 849 053 y un total de 256 localidades, le sigue Tarímbaro con 114 513 habitantes y 106 localidades, y por último, Charo con 25 138 habitantes y 77 localidades. La ciudad de Morelia es la localidad con el mayor número de habitantes, contabilizando 743 275.
Si se consideran también a los municipios de Álvaro Obregón y Zinapécuaro —como lo hace el gobierno del estado de Michoacán—, la población total de la zona metropolitana se incrementa a 1 060 709.
| Municipio      | Población | Superficie (km²) | Densidad (hab/km²) |
| -------------- | --------- | ---------------- | ------------------ |
| Morelia        | 849 053   | 1192.4           | 712.0              |
| Tarímbaro      | 114 513   | 255.7            | 447.8              |
| Charo          | 25 138    | 323.0            | 77.8               |
| Total federal  | 988 704   | 1771.1           | 558.2              |
| Álvaro Obregón | 23 000    | 159.5            | 144.2              |
| Zinapécuaro    | 49 005    | 596.4            | 82.1               |
| Total estatal  | 1 060 709 | 2527.0           | 419.7              |

### Población histórica por municipios
| Año                                                                           | Zona metropolitana | Morelia | Tarímbaro | Charo  |
| ----------------------------------------------------------------------------- | ------------------ | ------- | --------- | ------ |
| 1970                                                                          | 249 758            | 218 083 | 20 413    | 11 262 |
| 1980                                                                          | 392 340            | 353 055 | 25 503    | 13 782 |
| 1990                                                                          | 542 985            | 492 901 | 33 871    | 16 213 |
| 2000                                                                          | 679 109            | 620 532 | 39 408    | 19 169 |
| 2010                                                                          | 829 625            | 729 279 | 78 623    | 21 723 |
| 2020                                                                          | 988 704            | 849 053 | 114 513   | 25 138 |
| Fuente: Instituto Nacional de Estadística y Geografía (INEGI) de 1970 a 2020. |                    |         |           |        |

### Evolución histórica
| Gráfica de evolución demográfica de Zona metropolitana de Morelia entre 1970 y 2020                         |
| |
| Población de los censos y conteos del Instituto Nacional de Estadística y Geografía (INEGI) de 1900 a 2020. |

### Localidades por población
Estos son los 10 principales núcleos de población de la zona metropolitana de Morelia, incluyendo a los municipios de Tarímbaro y Álvaro Obregón, cuyos datos están referidos al año 2020. 
|    | Localidad                         | Población | Municipio      |
| -- | --------------------------------- | --------- | -------------- |
| 1  | Morelia                           | 743 275   | Morelia        |
| 2  | Zinapécuaro de Figueroa           | 16 905    | Zinapécuaro    |
| 3  | Morelos                           | 15 054    | Morelia        |
| 4  | Fraccionamiento Galaxia Tarímbaro | 9764      | Tarímbaro      |
| 5  | Álvaro Obregón                    | 9513      | Álvaro Obregón |
| 6  | Fraccionamiento Metrópolis II     | 9127      | Tarímbaro      |
| 7  | Jesús del Monte                   | 8995      | Morelia        |
| 8  | Fraccionamiento Hacienda del Sol  | 8608      | Tarímbaro      |
| 9  | Tarímbaro                         | 6853      | Tarímbaro      |
| 10 | Charo                             | 5807      | Charo          |